# Paja Samardžić
Spasoje ("Paja") Samardžić (Kraljica, 20 mei 1942) is een voormalig Joegoslavisch voetballer. De aanvaller stond gedurende zijn loopbaan achtereenvolgens onder contract van OFK Belgrado, FC Twente, Feyenoord en AS Saint-Étienne.
Paja Samardžić speelde vanaf 1959 voor OFK Belgrado. Hij groeide daar uit tot een spelbepalende aanvaller. In 1962 maakte hij zijn debuut voor het nationale elftal. Hij zou in totaal tot 26 interlands komen, waarin hij drie keer scoorde.
In december 1966 vertrok hij naar het Nederlandse FC Twente, waar hij voor meer ervaring in het jonge team moest zorgen. Na slechts een half jaar in Enschede, waar hij in zeventien competitiewedstrijden zeven maal scoorde, tekende Samardžić een contract bij Feyenoord. Twente spande een arbitragezaak aan en werd door de rechter in het gelijk gesteld. Uiteindelijk kon Feyenoord voor een half miljoen gulden en de overgang van het talent Kick van der Vall naar Twente Samardžić echter toch inlijven.
Bij Feyenoord scoorde Samardžić in zijn eerste seizoen nog elf doelpunten in 31 wedstrijden. Toch kon hij de hoge verwachtingen niet waarmaken. In zijn tweede seizoen raakte hij op een zijspoor en na dat seizoen vertrok hij naar het Franse AS Saint-Étienne. Daar speelde hij nog twee jaar. Na zijn actieve voetbalcarrière ging Samardžić terug naar Joegoslavië, waar hij onder andere enige tijd voorzitter was van zijn eerste club OFK Belgrado.
Paja Samardžić is een oom van Radoslav Samardžić, die in Nederland voor onder andere sc Heerenveen en Feyenoord speelde.